# Droit de vote des personnes condamnées
 (février 2015).

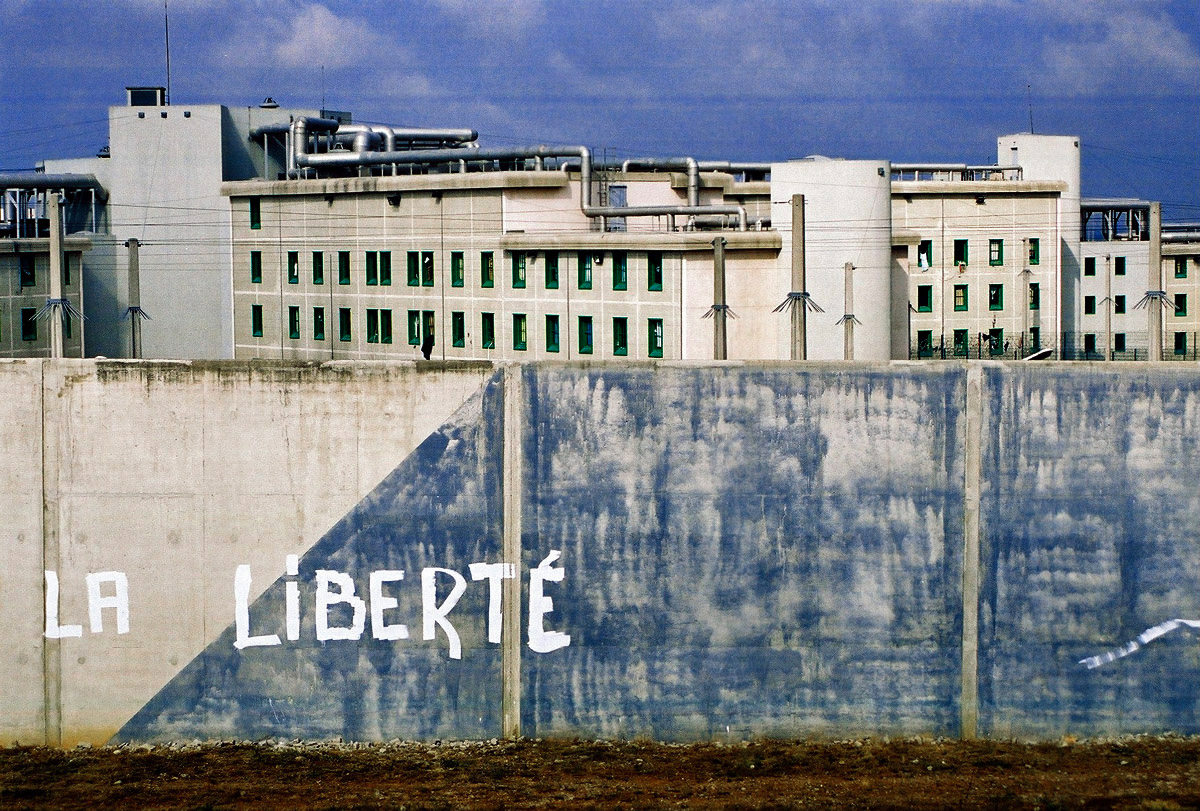
Mur d'une prison française, à Villeneuve-les-Maguelone.

Le droit de vote des personnes condamnées est une notion juridique accordant aux personnes ayant été condamnées le droit de voter à des élections locales ou nationales. Une peine de révocation du droit de vote peut être appliquée à une personne condamnée, pour sa période de détention ou au-delà.
En 2005, la Cour européenne des droits de l'homme considère que l'interdiction générale et automatique du droit de vote des détenus est une privation des droits politiques incompatible avec les exigences de la démocratie (arrêt Hirst). Néanmoins, en 2012, plusieurs États prévoient encore une telle possibilité (notamment aux États-Unis), y compris sept États au sein du Conseil de l'Europe (dont le Royaume-Uni).

## Législations

### Canada
Au Canada, la Cour suprême annula, en 1992 et à l'unanimité, une disposition législative interdisant à tous les détenus de voter. La loi fut modifiée pour interdire à tout détenu condamné à une peine supérieure à deux ans de prison de voter. Celle-ci fut à nouveau annulée par la Cour suprême le 31 octobre 2002, la présidente de la Cour Beverley McLachlin considérant, selon les mots de la CEDH, que « le gouvernement n’était pas parvenu à établir un lien rationnel entre la privation du droit de vote et les objectifs poursuivis par la mesure, à savoir, accroître le sens civique et le respect de l’État de droit et infliger une sanction appropriée. »

### France
En droit français, la révocation du droit de vote est encadrée par l'interdiction des droits civiques, civils et de famille.[réf. souhaitée]

### États-Unis
Aux États-Unis, avec des différences selon les États, les personnes condamnées, qu'elles soient en prison ou non, sont frappées d'interdiction de vote. C'est par exemple le cas de 13 %[réf. nécessaire] des hommes noirs aux États-Unis. Hormis le Maine et le Vermont, tous les États des États-Unis interdisent le droit de vote aux détenus. La Cour suprême a considéré une telle interdiction comme constitutionnelle dans son arrêt Richardson v. Ramirez (en) de 1974, alors que le mouvement des droits civiques était encore puissant. Néanmoins, en 1985, la Cour invalida une disposition de l'Alabama interdisant le droit de vote des détenus, en considérant anticonstitutionnelle toute disposition restrictive qui soit était motivée par des considérations raciales, soit conduisait à une discrimination raciale (Hunter v. Underwood (en)).
Ainsi, en 2011, seuls deux États américains prévoyaient une privation à vie du droit de vote en cas de condamnation pénale, laquelle ne pouvait être levée que par une grâce du gouverneur ou de la législature locale, à savoir le Kentucky et la Virginie. Cette disposition a été récemment modifiée au Kentucky, un procédé de restauration des droits politiques des personnes condamnées ayant été mis en œuvre. En Floride, des réformes avaient été préparées en 2007, mais le gouverneur républicain Rick Scott a mis un terme à celles-ci, faisant de la Floride l'État le plus restrictif en matière de droit de vote des personnes condamnées. En Iowa, le gouverneur Tom Vilsack promulgua en 2005 un décret exécutif prévoyant une procédure de réhabilitation, et le 31 octobre 2005 la Cour suprême d'Iowa affirma le principe général d'une restauration des droits politiques de toutes les personnes condamnées.

### Australie
En Australie, où le vote est obligatoire, la Haute Cour a considéré en 2007 que la Constitution affirmait le principe d'un droit limité du vote, conduisant celle-ci à affirmer que seuls les détenus condamnés à de longues peines pouvaient être privés de ce droit.

### Hong Kong
À Hong Kong, à la suite d'un appel de Leung Kwok-Hung en 2008, la Cour suprême a considéré que l'interdiction générale et automatique du droit de vote des détenus était inconstitutionnelle. En 2009, la loi fut modifiée en conséquence.[réf. nécessaire]

### Pays du Conseil de l'Europe
Dans son arrêt Scoppola c. Italie (22 mai 2012, §45-48) la Cour européenne des droits de l'homme (CEDH) a constaté que, parmi les pays membres du Conseil de l'Europe, sur les quarante-trois États contractants ayant fait l’objet d’une étude de droit comparé:
- « dix-neuf n’appliquent aucune restriction au droit de vote des détenus (Albanie, Azerbaïdjan, Chypre, Croatie, Danemark, Espagne, Finlande, Irlande, Lettonie, Lituanie, ex-République yougoslave de Macédoine, Moldova, Monténégro, République tchèque, Serbie, Slovénie, Suède, Suisse et Ukraine).
- Sept États prévoient la suppression automatique du droit de vote pour tous les détenus condamnés qui purgent une peine de prison (Arménie, Bulgarie, Estonie, Géorgie, Hongrie, Royaume-Uni et Russie).
- Les seize États restants (Allemagne, Autriche, Belgique, Bosnie-Herzégovine, France, Grèce, Luxembourg, Malte, Monaco, Pays-Bas, Pologne, Portugal, Roumanie, Saint-Marin, Slovaquie et Turquie) forment une catégorie intermédiaire dans laquelle la privation du droit de vote est appliquée en fonction du type d’infraction et/ou à partir d’un certain seuil de gravité de la peine privative de liberté (lié à sa durée). La législation italienne en la matière se rapproche des systèmes de ce groupe de pays.
- Dans certains États appartenant à cette dernière catégorie (Allemagne, Autriche, Belgique, France, Grèce, Luxembourg, Pays-Bas, Pologne, Portugal, Roumanie et Saint-Marin), l’application de l’interdiction du droit de vote au condamné relève du pouvoir d’appréciation du juge pénal. En Grèce et au Luxembourg, la déchéance du droit de vote s’applique de plein droit pour les infractions particulièrement graves. »

## L'arrêt Hirst c. Royaume-Uni de la CEDH (2005)
Dans son arrêt du 6 octobre 2005 concernant l'affaire Hirst c. Royaume-Uni (en) (no 2), la Cour européenne des droits de l'homme a affirmé qu'une interdiction générale et automatique du droit de vote des détenus n'était pas compatible avec la démocratie. Celle-ci est prévue en droit britannique par le Representation of the People Act 1983 (en), qui n'inclut cependant pas le droit de vote aux élections européennes.
Cet arrêt a été contesté par le gouvernement britannique, provoquant ainsi une crise politique et judiciaire conduisant Londres à affirmer sa volonté de modifier les statuts de la Cour.

## Historique
Certains considèrent cette privation comme un héritage de la peine de mort civile.[réf. nécessaire]